# Yarcombe
Yarcombe ist ein Dorf und Civil parish in der Grafschaft Devon in England. Es liegt im Distrikt East Devon an der A30 road unweit der Städte Honiton und Chard in den hügeligen Wiesen und uralten Wäldern des Yarty Valley am südlichen Rand der Blackdown Hills, einer Area of Outstanding Natural Beauty. Bei der Volkszählung 2022 hatte Yarcombe 508 Einwohner.

## Geografie und Geschichte
Im kleinen Dorfzentrum gibt es eine Kirche aus normannischer Zeit, die Johannes dem Täufer geweiht ist, ein altes Gasthaus, dessen Ursprünge auf ein Kloster zurückgehen, ein Hotel, ein Bed and Breakfast und eine Ansammlung von Wohngebäuden, dazu einige außerhalb liegende Bauernhöfe und Weiler, die aus Yarcombe eine weitläufige Gemeinde machen.
Die Wirtschaft in Yarcombe wird von der Landwirtschaft und den Dienstleistungen für die Landwirtschaft getragen. Außerdem tragen Fremdenverkehr, Bauunternehmungen, Autowerkstätten, Möbelherstellung und Handwerk zur lokalen Wirtschaft bei. Regelmäßige Veranstaltungen sind Rennen für Hausschweine und Terrier, und über mehrere Jahre hinweg fanden jeweils im Juli die „East Devon Sheepdog Trials“ für Schäferhunde teil.
Der Earl und später König Harold besaß für kurze Zeit vor seiner Niederlage in der Schlacht bei Hastings hier einen Herrensitz. In elisabethanischer Zeit gelangte das Eigentum daran an Francis Drake. Einer seiner Nachkommen ist noch heute Gutsherr auf Yarcombe Manor. Im Hundertjährigen Krieg nutzte der französische Besitzer der Ortschaft seine Einkünfte aus Yarcombe, um die französischen Armeen im Kampf gegen die Engländer zu finanzieren.
Das Dorf Yarcombe liegt in der Nähe der Grenze zwischen Devon und Somerset nicht weit entfernt vom westlichen Dorset. Die nächstgelegenen Kleinstädte sind Chard (10 km) und Honiton (15 km). Unweit gelegen sind die Küstenorte Lyme Regis, Seaton, Sidmouth, Budleigh Salterton und Exmouth. Zu den größeren Städten im weiteren Umfeld gehören Taunton (20 km nördlich), Exeter und Yeovil (40 km westlich bzw. östlich).
Yarcombe wurde 2005 in einem jährlich stattfindenden Wettbewerb in Devon zum „Dorf des Jahres“ gekürt.

## Belege
1. ↑  Postal code Yarcombe. auf sendmylocation.com
2. ↑  Yarcombe. UK Census Data, 13. Dezember 2022, abgerufen am 17. August 2025 (englisch).
3. ↑  St John the Baptist, Yarcombe – Devon | Diocese of Exeter. Achurchnearyou.com, abgerufen am 14. Februar 2012 (englisch).